# Racameț, Mureș
Racameț este un sat ce aparține orașului Iernut din județul Mureș, Transilvania, România.

## Populație
Conform Recensământului din anul 2022 populația localității era de 23 locuitori.